# Projeto OMAC
Projeto OMAC (The OMAC Project, 2005) é uma minissérie de quadrinhos em 6 edições publicada pela DC Comics em 2005, escrita por Greg Rucka, desenhada por Jesus Saiz e Cliff Richards e finalizada por Bob Wiacek. É uma das 4 minisséries que antecederam o evento Crise Infinita. Projeto OMAC começa exatamente de onde terminou a edição especial de Contagem Regressiva Para Crise Infinita.
O Projeto OMAC tem numerosas conexões (tie-ins) com outros títulos, incluindo Action Comics #829; Adventures of Superman #641−643; Aquaman #35; Batgirl #66; Birds of Prey #80 e 82−83; Firestorm #18; JLA #122; JSA #76; Hawkman #46; Manhunter #13−14; Robin #143−144; Superman 217, 219, 220 e 222; e Wonder Woman #218−221.
No Brasil, a minissérie foi publicada na íntegra pela editora Panini Comics entre os meses de Julho e Dezembro de 2006 em seis edições intituladas Contagem Regressiva Para Crise Infinita. Já quanto as conexões (tie-ins), algumas delas saíram por aqui nos títulos mensais de Superman, Novos Titãs, Superman & Batman e Liga da Justiça. O especial The OMAC Project: Infinite Crisis Special (2006) foi publicado em maio de 2007 também pela Panini como parte da revista DC Apresenta nº 3: Crise Infinita Especial, Vol. 2.

## Visão geral
Os OMACs mencionados na minissérie tem nome e aparência semelhante ao personagem OMAC criado por Jack Kirby em 1974. No entanto, os OMACs da minissérie de 2005 diferem do original em alguns pontos, incluindo o acrônimo que forma seu nome original: nas histórias de Kirby, "OMAC" é sigla para "One Man Army Corps" (“exército de um homem só”), enquanto que nesta minissérie, "OMAC" originalmente significava Observational Meta-human Activity Construct ("construto de observação da atividade meta-humana"), mas atualmente significa "Omni Mind And Community" ("Omni-Mente de Ação Comunitária").
Na minissérie, os OMACs são humanos espalhados por todo o mundo que abrigam tecnologias invasivas, mas não sabem disso. Quando ativada, a tecnologia pode ser usada para espionar o ambiente dos hospedeiros humanos, controlar seus corpos ou transformá-los em seres com aparência de meta-humanos que podem ser controlados à distância. Os hospedeiros humanos da tecnologia OMAC atuam involuntariamente como "agentes adormecidos" para o ex-líder da Liga da Justiça Internacional, Maxwell Lord que agora lidera a organização Xeque-Mate como "Rei Negro".
Os OMACs são guiados pelo "Irmão-Olho", um satélite-espião que foi construído por Batman após os eventos de Crise de Identidade, não para controlar os OMACs, mas para observar os membros da Liga da Justiça. O Projeto OMAC termina com o Irmão-Olho entrando em modo autônomo e comandando mais de 200 mil OMACs e, aparentemente, planejando uma guerra contra os meta-humanos, iniciando com a transmissão mundial da morte de Max Lord nas mãos da Mulher Maravilha.

## Resumo da minissérie
O Besouro Azul II (Ted Kord) está morto, o Gladiador Dourado está no hospital, e a organização Xeque-Mate, liderada por Maxwell Lord, continua suas operações misteriosas contra os meta-humanos do Universo DC. O Gladiador Dourado desperta e, ao saber do desaparecimento de Ted Kord, decide investigar o sumiço do amigo com a ajuda da Mulher Maravilha.
Batman e Mulher Maravilha investigam os OMACs, enquanto o Gladiador, após reencontrar Guy Gardner no espaço, decide que vai investigar o desaparecimento de Ted Kord com outros ex-membros da Liga da Justiça Internacional. Enquanto o Rei Negro Max Lord assume o controle do Xeque-Mate eliminando os outros líderes da organização. Batman descobre através de Sasha Bordeaux (Cavalo do Rei Negro) que o Besouro Azul está morto e que o Irmão-Olho (Irmão MK I) não está mais sob seu controle. Max Lord descobre a traição de Sasha Bordeaux e a captura.
No arco "Sacrifício", um crossover de 4 partes entre as séries Superman e Mulher Maravilha (Superman #219, Action Comics #829, Adventures of Superman #642 e Wonder Woman #219, publicado no Brasil pela Panini Comics em Superman #46), que ocorre entre os números 3 e 4 de Projeto OMAC, Maxwell Lord manipula mentalmente o Superman para se livrar do Batman. Ele acaba falhando após a intervenção de Mulher Maravilha. A Liga da Justiça vai para tentar neutralizar a ameaça, mas a Mulher Maravilha acaba matando Max Lord para impedi-lo de controlar o Superman novamente.
Após a morte de Max Lord, o satélite-espião Irmão-Olho, a inteligência artificial que comanda os OMACs, torna-se autônomo e elimina quase todos os agentes do Xeque-Mate que estão em suas instalações e dá início a ativação de todos os OMACs (um milhão, trezentos e setenta e três mil e quatro, centro de sessenta e dois) para eliminar os meta-humanos, que ele vê como uma ameaça para a humanidade.
Depois de descobrir que foi transformada em algo similar a um OMAC, Sasha Bordeaux agora contando com nanotecnologia reúne os recursos remanescentes do Xeque-Mate, principalmente agentes localizados em outras organizações (Projeto M, Laboratórios S.T.A.R., D.E.O., Esquadrão Suicida, etc.) para se opor aos planos do Irmão-Olho. Ela transmite algumas das informações obtidas para o Batman. Este utiliza um gerador de PEM (Pulso eletromagnético) projetado pelo Besouro Azul antes de sua morte para neutralizar um grande número de OMACs que foram atraídos para o deserto do Saara por um grande grupo de meta-humanos (Mulher-Maravilha, Hal Jordan, Caçador de Marte, Jay Garrick, Wally West, John Stewart, entre muitos outros). Com os OMACs desativados, seus hospedeiros humanos puderam ser libertados. Enquanto isso, Sasha introduziu um vírus na rede. No entanto, o satélite-espião Irmão-Olho ainda está escondido e tem cerca de 200.000 OMACs sob seu controle.
A minissérie Projeto OMAC termina com o Irmão-Olho transmitindo mundialmente o vídeo da morte de Maxwell Lord pelas mãos da Mulher Maravilha. A minissérie teve repercussões em muitos títulos, incluindo Action Comics #829; Adventures of Superman #641-643; Aquaman #35; Batgirl #66, entre outros.

## Principais consequências
- Morte de Arremessador (Detonador), Soviete Supremo N° 4, Maxwell Lord, Vagalume, membros do Super-Homens da América e do Demolition Team.
- Sasha Bordeaux é transformada em um ciborgue.

## Edição de Colecionador
A minissérie foi compilada, juntamente com "Countdown to Infinite Crisis" e Wonder Woman #219, em um encadernado que saiu nos EUA em Novembro de 2005. (ISBN 1401208371). No Brasil, ainda não tivemos nenhum encadernado compilando toda a minissérie.